# 지니 & 조지아
《지니 & 조지아》(영어: Ginny & Georgia)는 넷플릭스에서 2021년 2월부터 방영된 미국의 코미디 드라마이다.

## 출연
- 브리안 하위 : 조지아 밀러 역
- 안토니아 젠트리 : 버지니아 "지니" 밀러 역
- 디젤 라토라카 : 오스틴 밀러 역